# (6209) Schwaben
(6209) Schwaben es un asteroide perteneciente al cinturón de asteroides, región del sistema solar que se encuentra entre las órbitas de Marte y Júpiter, más concretamente a la familia de Herta, descubierto el 12 de octubre de 1990 por Freimut Börngen y el también astrónomo Lutz Dieter Schmadel desde el Observatorio Karl Schwarzschild, en Tautenburg, Alemania.

## Designación y nombre
Designado provisionalmente como 1990 TF4. Fue nombrado Schwaben en homenaje al ducado alemán 
Schwaben, en 1079 pasó a formar parte de Suabia, Señorío de Staufer. Entre 1138 y 1254, este señorío suministró a los reyes y emperadores alemanes. En la Edad Media, Schwaben era un destacado sitio comercial. Hoy, es un distrito gubernamental bávaro con su capital en Augsburgo. Se extiende desde los Alpes de Allgäer y el Lago de Constanza (Mar de Suabia) hasta el Alb de Suabia-Franconia.

## Características orbitales
Schwaben está situado a una distancia media del Sol de 2,405 ua, pudiendo alejarse hasta 2,741 ua y acercarse hasta 2,070 ua. Su excentricidad es 0,139 y la inclinación orbital 1,420 grados. Emplea 1362,89 días en completar una órbita alrededor del Sol.

## Características físicas
La magnitud absoluta de Schwaben es 14. Tiene 4,712 km de diámetro y su albedo se estima en 0,19. 